# Eryngium karatavicum
Eryngium karatavicum är en flockblommig växtart som beskrevs av Modest Mikhaĭlovich Iljin. Eryngium karatavicum ingår i släktet martornar, och familjen flockblommiga växter. Inga underarter finns listade i Catalogue of Life.